# Univerzitetni rehabilitacijski inštitut Republike Slovenije Soča
Univerzitetni rehabilitacijski inštitut Republike Slovenije Soča (URI Soča) je javna zdravstvena in znanstveno-raziskovalna ustanova v Republiki Sloveniji, ki izvaja zdravstvene storitve na terciarni ravni na področju celostne rehabilitacije bolnikov po obolenjih in poškodbah, ki terjajo medicinsko, psihosocialno in zaposlitveno obravnavo pri vračanju v vsakdanje življenjsko in delovno okolje.
V prostorih URI soča ima svoj sedež tudi Katedra za Fizikalno in rehabilitacijsko medicino Medicinske fakultete Univerze v Ljubljani.

## Organizacijske enote
Klinika za fizikalno in rehabilitacijo medicino
Center za poklicno rehabilitacijo
Razvojni center za zaposlitveno rehabilitacijo
Oddelek za raziskave in razvoj

## Bolniški oddelki
Oddelek A: oddelek za rehabilitacijo po amputacijah
Oddelek C: oddelek za rehabilitacijo po politravmah, obolenjih in poškodbah perifernega živčevja in revmatskih obolenjih
Oddelek 1: oddelek za rehabilitacijo po možganskih poškodbah
Oddelek 2: oddelek za rehabilitacijo po možganski kapi
oddelek 3: oddelek za rehabilitacijo po poškodbah in obolenjih hrbtenjače
Otroški oddelek: oddelek za celostno rehabilitacijo otrok

## Zgodovina
"Po drugi svetovni vojni se je slovensko zdravstvo in socialno varstvo soočalo z velikim številom vojnih invalidov, ki pa zaradi pomanjkanja ustreznih kadrov in infrastrukture, niso bili ustrezno rehabilitirani. Zato je bila leta 1952 pod vodstvom pionirja ortopedske kirurgije v Sloveniji, akademika prof. dr. Bogdana Breclja, podana uradna pobuda za vpeljavo rehabilitacijske službe. V letu 1953 je s pomočjo mednarodnih strokovnjakov izdal Program za razvoj rehabilitacijske dejavnosti v Sloveniji. Leto kasneje pa je bil ta sprejet še s strani Ljudske skupščine tedanje Ljudske Republike Slovenije. Leta 1954, po sprejetju s strani državnih oblasti, so ustanovili Zavod Ljudske Republike Slovenije za rehabilitacijo invalidov - Soča, ki je začel z izvajanjem dejavnosti pričeli v prostorih mestne bolnišnice na Vrazovem trgu. Začela se jetudi gradnja objekta na sedanji lokaciji zavoda, ki je bil dan v uporabo leta 1962. V 70. letih prejšnjega stoletja se je začelo obdobje sprejemanja mednarodnih pacientov v programe rehabilitacije, tako posameznikov in organiziranih skupin,kot tudi žrtev vojn iz vojnih žarišč po svetu. Trend sprejemanja mednarodnih pacientov se je ohranil vse do danes. Do osamosvojitve Slovenije se je zavod širil in razvijal do oblike kakršno v grobem poznamo še danes.
Po osamosvojitvi Slovenije je bil zavod, s sklepom Vlade Republike Slovenije, preimenovan v Inštitut Republike Slovenije za rehabilitacijo.
Leta 2009 je bil zavod s strani senata Medicinske fakultete Univerze v Ljubljani, preimenovan v univerzitetni inštitut. Sledilo je ponovno preimenovanje, tokrat v Univerzitetni rehabilitacijski inštitut Republike Slovenije – Soča".